# Bruce Lundvall

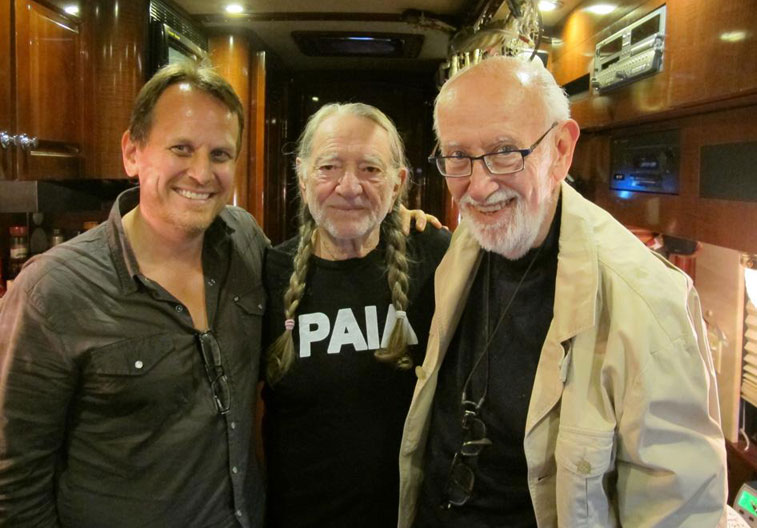
Brian Camelio, Willie Nelson und Bruce Lundvall (Foto: ArtistShare, 1. März 2011)

Bruce Gilbert Lundvall (* 13. September 1935 in Cliffside Park, New Jersey; † 19. Mai 2015 in Ridgewood, New Jersey) war ein US-amerikanischer Musikproduzent, der vor allem als Präsident (CEO) von Blue Note Records bekannt wurde.

## Leben und Wirken
Lundvall wuchs in Cliffside Park in New Jersey auf. Er studierte ab 1953 Betriebswirtschaft an der Bucknell University in Pennsylvania und ging nach dem Abschluss 1957 zunächst zur US-Army und ab 1960 zu Columbia Records. Dort produzierte er Jazzmusiker (wie Herbie Hancock, Stan Getz, McCoy Tyner, Al Di Meola, Dexter Gordon) und brachte es bis zum Leiter der US-Sparte (Domestic Division) der Muttergesellschaft CBS (1976). 1982 wechselte er als Präsident zu Elektra Records, bei denen er eine Jazz-Sparte (Elektra-Musician) aufbaute.
1984 wechselte er zur EMI Group und übernahm deren Label Blue Note Records, das er bis 2010 leitete. Er erlebte noch die letzten Jahre von Alfred Lion, bei dem er sich schon gleich nach dem Studium vergeblich um eine Stelle beworben hatte. Unter anderem brachte er Norah Jones, Cassandra Wilson und Dianne Reeves zu Blue Note und holte auch Wynton Marsalis von Columbia zu Blue Note. Bei EMI baute er auch das Pop-Unterlabel Manhattan Records auf und leitete das klassische Label Angel Records. Zeitweilig war er CEO von EMI Jazz and Classics.
Er fungierte auch als Vorsitzender (Chairman) der Recording Industry Association of America (RIAA), der Country Music Association (CMA) und Direktor der National Academy of Recording Arts and Sciences (NARAS).
Lundvall wurde 1998 mit dem Down Beat Lifetime Achievement Award ausgezeichnet. 2009 erhielt er den ersten Bruce Lundvall Award auf dem Jazzfestival von Montreal, mit dem nach ihm weitere Persönlichkeiten ausgezeichnet wurden, die sich um den Jazz verdient gemacht haben. 2011 zeichnete ihn die Recording Industry mit ihrem Trustees Award aus.
Lundvall war verheiratet und hatte drei Söhne. Er starb am 19. Mai 2015 im Alter von 79 Jahren in einer Einrichtung für betreutes Wohnen in Ridgewood, New Jersey, an Komplikationen seiner Parkinsonerkrankung. Im August 2014 hatte er noch ein Benefiz-Konzert mit Norah Jones, Dianne Reeves, Ravi Coltrane, Chucho Valdés, Bill Charlap und Renee Rosnes organisiert zugunsten der Michael J. Fox Foundation for Parkinson’s Research.